# Mark Eyskens
Marc Maria Frans, Viscount Eyskens (født 29. april 1933, Leuven, Belgien), kendt som Mark Eyskens [ˈmɑrk ˈɛi̯skəns], er en Belgisk økonom og politiker i det flamsk-hollandske Christen-Democratisch en Vlaams, og i en kort periode fungerende premierminister i 1981.